# Pilea lapestris
Pilea lapestris är en nässelväxtart som beskrevs av Chew och A.K.Monro. Pilea lapestris ingår i släktet pileor, och familjen nässelväxter. Inga underarter finns listade i Catalogue of Life.